# مارتن ميلنر
مارتن ميلنر (بالإنجليزية: Martin Milner)‏ (و. 1931 – 2015 م) هو ممثل مسرحي، وممثل أفلام، وممثل تلفزي، ومؤدي أصوات أمريكي، ولد في ديترويت، بدأ مشواره المهني سنة 1947، توفي في كارلسباد، كاليفورنيا، عن عمر يناهز 84 عاماً.

## التعليم
تعلم في جامعة كاليفورنيا، نورث ردج، وتعلم في جامعة ولاية كاليفورنيا (لوس أنجلوس)، وتعلم في جامعة كاليفورنيا الجنوبية، وتعلم في كلية الفنون الدرامية في جامعة جنوب كاليفورنيا ‏
.

## الخدمة العسكرية
خدم في القوات البرية للولايات المتحدة.

## وصلات خارجية
- مارتن ميلنر على موقع IMDb (الإنجليزية)
- مارتن ميلنر على موقع الموسوعة البريطانية (الإنجليزية)
- مارتن ميلنر على موقع ألو سيني (الفرنسية)
- مارتن ميلنر على موقع تيرنر كلاسيك موفيز (الإنجليزية)
- مارتن ميلنر على موقع أول موفي (الإنجليزية)
- مارتن ميلنر على موقع قاعدة بيانات برودواي على الإنترنت (الإنجليزية)
- مارتن ميلنر على موقع قاعدة بيانات الأفلام السويدية (السويدية)
- مارتن ميلنر على موقع إن إن دي بي (الإنجليزية)
- مارتن ميلنر على موقع قاعدة بيانات الفيلم (الإنجليزية)
- مارتن ميلنر على موقع كينوبويسك (الروسية)